# المسعدية
المسعدية هي إحدى قرى قطاع البطيحة في الجولان السوري المحتل، تقع على شاطئ بحيرة طبريا. تتبع إداريا لناحية فيق.
اشتهر أهلها بصيد الأسماك والزراعة كما تشتهر بزراعة الموز والحمضيات والخضار على مدار السنة لاتصافها بمناخ غور الأردن المعتدل. كانت تسكنها قبل الاحتلال قبيلة بني ذياب المكنون بعشيرة العصبات إحدى عشائر التلاوية والمتواجدون حاليا بشكل كبير في مخيم الوافدين وقسم منهم في مساكن برزة والحسينية والحجر الأسود.
كانت بيوتها مبنية من الطين والقش كما تمت توسعة القرية ببيوت من الاسمنت قبل دخول الاحتلال الإسرائيلي إليها وقد تم تدميرها بعد نكسة 67.